# Chiesa di San Rocco (Pergine Valsugana, capoluogo)
La chiesa di San Rocco è una piccola chiesa comunale a Pergine Valsugana, in Trentino. Risale al XVII secolo.

## Storia

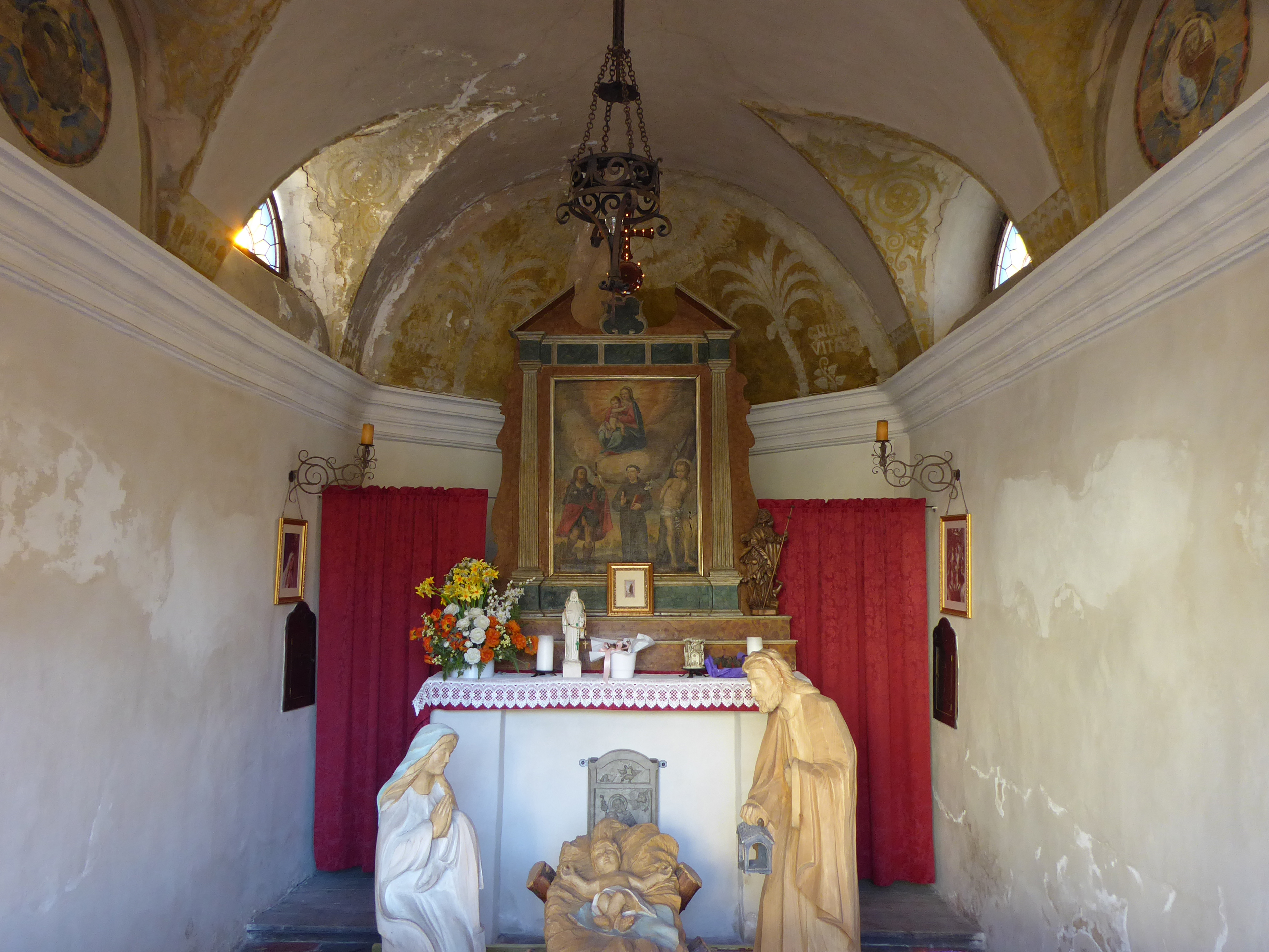
Interno

La tradizione vuole che la piccola chiesa eretta nel centro della cittadina di Pergine sia stata costruita nel 1631 e dedicata a San Rocco per sciogliere un voto e come ringraziamento per la protezione avuta durante l'epidemia di peste che aveva colpito la zona l'anno precedente.
Fu oggetto di un ampliamento nel 1685 e per molti anni subì l'abbandono. Si pensò anche di abbatterla e riedificarla.

## Descrizione
La chiesa, orientata verso sud, si trova in posizione centrale a Pergine, nella piazza omonima.
La facciata ha una grande apertura che funge da portale e che immette direttamente nella piccola sala.
La parte superiore mostra una finestra a lunetta ed è completamente affrescata, in particolare sono importanti le immagini di San Sebastiano e di San Rocco.
Il tetto è a capanna, sormontato da un piccolo campanile a vela. 
L'interno è a navata unica con volta a botte.